# Горанце
Горанце (алб. Gorancë) је насеље у општини Качаник, Косово и Метохија, Република Србија.

## Становништво
| Демографија | Демографија | Демографија |
| Година      | Становника  | Становника  |
| ----------- | ----------- | ----------- |
| 1948.       | 539         |             |
| 1953.       | 583         |             |
| 1961.       | 567         |             |
| 1971.       | 584         |             |
| 1981.       | 627         |             |
| 1991.       | 684         |             |
| 2011.       | 1.028       |             |